# Kanton Souvigny
Souvigny is een kanton van het Franse departement Allier. Het kanton maakt deel uit van het arrondissement Moulins.

## Gemeenten
Het kanton Souvigny omvatte tot 2014 de volgende 11 gemeenten:
- Agonges
- Autry-Issards
- Besson
- Bresnay
- Chemilly
- Gipcy
- Marigny
- Meillers
- Noyant-d'Allier
- Saint-Menoux
- Souvigny (hoofdplaats)

Door de herindeling van de kantons bij decreet van 27 februari 2014, met uitwerking op 22 maart 2015 werden volgende 18 gemeenten aan het kanton toegevoegd :
- Bransat
- Bressolles
- Cesset
- Châtel-de-Neuvre
- Châtillon
- Contigny
- Cressanges
- Deux-Chaises
- Laféline
- Meillard
- Monétay-sur-Allier
- Le Montet
- Rocles
- Saint-Sornin
- Le Theil
- Treban
- Tronget
- Verneuil-en-Bourbonnais